# بيتر درايسديل
بيتر درايسديل (بالإنجليزية: Peter Drysdale)‏ هو اقتصادي أسترالي، ولد في 24 أكتوبر 1938 في جرافتون في أستراليا.